# Pièce à longue portée

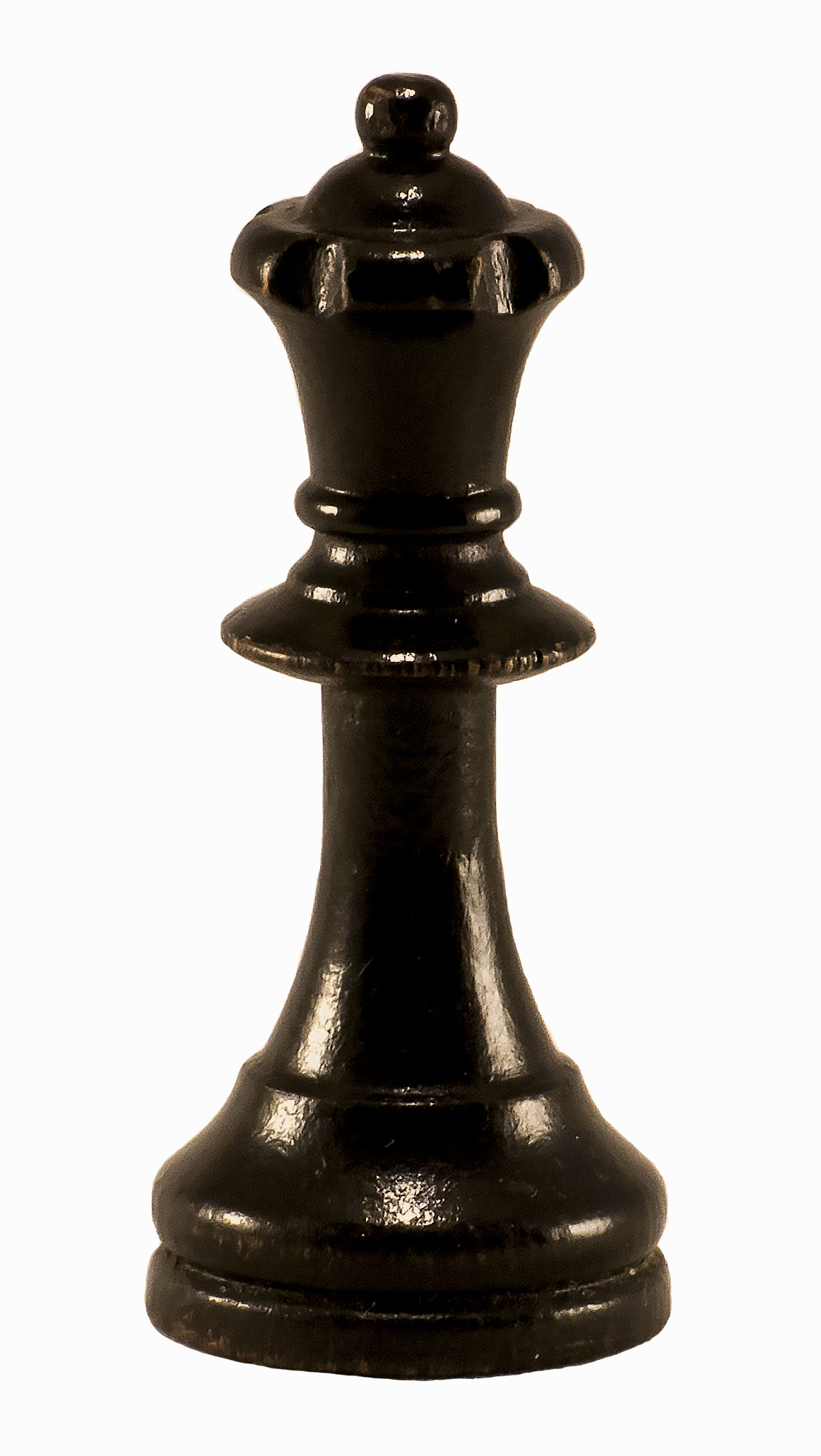
dame d'un jeu d'échecs.

Aux échecs, on appelle pièce à longue portée (on dit aussi pièce à marche longue) une pièce qui peut se déplacer dans une direction donnée d'autant de cases qu'elle souhaite tant qu'elle ne rencontre pas une autre pièce (qu'elle peut prendre si c'est une pièce de l'adversaire) et ne sort pas de l'échiquier.
Aux échecs traditionnels, il existe trois pièces à longue portée :
- le fou qui peut se déplacer en diagonale
- la tour qui peut se déplacer horizontalement et verticalement
- la dame qui combine le déplacement du fou et de la tour

Ces trois pièces sont plus efficaces dans une position ouverte, avec des colonnes ou diagonales ouvertes.
Comme parmi les pièces autres que le pion (et le roi), seul le cavalier est une pièce à marche courte, les problémistes ont très vite créé une pièce à longue portée prolongeant le déplacement d'un cavalier en ligne droite. Il s'agit du Noctambule ou Cavalier de la nuit. C'est l'une des deux pièces féeriques les plus utilisées dans les problèmes d'échecs féeriques.